# 特別会計に関する法律
特別会計に関する法律（とくべつかいけいにかんするほうりつ、平成19年3月31日法律第23号）は、日本の国における特別会計に関する法律である。通称特別会計法。
法令番号は平成19年法律第23号、2007年（平成19年）3月31日に公布された。

## 概要
特別会計は個々の特別会計を規定する根拠法で規定されていたが、それら根拠法を廃止し、特別会計に関する法律に統合して一本化された。

## 経過
- 2007年3月6日 - 第166回国会衆議院本会議で可決
- 2007年3月26日 - 参議院本会議で可決成立
- 2007年3月31日 - 公布

## 構成
- 第一章 総則
  - 第一節 通則（第一条 - 第二条）
  - 第二節 予算（第三条 - 第七条）
  - 第三節 決算（第八条 - 第十条）
  - 第四節 余裕金等の預託（第十一条・第十二条）
  - 第五節 借入金等（第十三条 - 第十七条）
  - 第六節 繰越し（第十八条）
  - 第七節 財務情報の開示（第十九条・第二十条）
- 第二章 各特別会計の目的、管理及び経理
- 第三章 雑則（第二百三十四条）
- 附則